# Opogona plumbifera
Opogona plumbifera är en fjärilsart som beskrevs av Edward Meyrick 1914. Opogona plumbifera ingår i släktet Opogona och familjen äkta malar.
Artens utbredningsområde är Malawi. Inga underarter finns listade i Catalogue of Life.